# فهرست آهنگ‌سازان فیلم اهل ایران

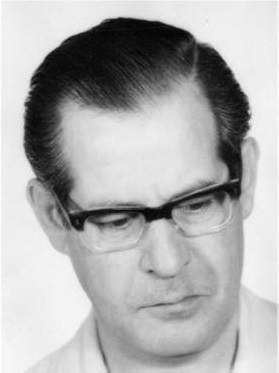
مرتضی حنانه، اولین آهنگ‌ساز فیلم ایرانی

موسیقی فیلم یا موسیقی متن به موسیقی‌ای گفته می‌شود که منحصراً برای یک فیلم سینمایی یا مجموعه تلویزیونی نوشته شده و بخشی از ساندتِرَک یا مجموعه صداهای ضبط شده بر روی یک فیلم است.
اولین فیلم ناطق سینمای ایران که موسیقی داشت، شیرین و فرهاد(۱۳۱۳) ساختهٔ عبدالحسین سپنتا بود. در این فیلم از قطعات ویولون مصطفی نوریانی به‌عنوان موسیقی متن استفاده شد. در سال‌های بعد، آهنگ‌سازان دیگری از قبیل علینقی وزیری برای فیلم لیلی و مجنون (۱۳۱۶)، روح‌الله خالقی و ابوالحسن صبا برای فیلم طوفان زندگی (۱۳۲۷)، قطعاتی را نوشتند اما بیست سال طول کشید تا به صورت حرفه‌ای، برای فیلمی ایرانی موسیقی متن ساخته شود. عروس دجله، به کارگردانی نصرت‌الله محتشم اولین فیلمی بود که موسیقی متن اختصاصی داشت. موسیقی این فیلم را مرتضی حنانه ساخت.
تا سال‌ها بعد، نگاه کارگردانان و البته تهیه‌کنندگان ایرانی به موسیقی فیلم همچنان تزئینی و کم‌اهمیت بود و اغلب ترجیح می‌دادند از قطعات موسیقی شناخته‌شده و ترانه‌های مشهور در فیلم‌هایشان استفاده کنند. در این دوره، موسیقی فیلم ملغمه‌ای بود از موسیقی کلاسیک غربی، قطعات معروفی از امین‌الله حسین و امیرف و آهنگسازان یونانی نظیر تئودوراکیس و حاجی‌داکیس. از موسیقی متن فیلم زد، ساختهٔ کوستا گاوراس به کرات در فیلم‌های تجاری ایرانی استفاده می‌شد.
در سال‌های اول دههٔ ۱۳۴۰، در اغلب فیلم‌ها صحنه‌ای وجود داشت که شخصیت داستان پا به کافه یا کاباره‌ای می‌گذاشت و به این ترتیب فرصتی دست می‌داد تا کارگردان چند ترانه و تصنیف را در فیلم بگنجاند. عارف، آغاسی و عهدیه، از خوانندگان محبوب آن دوره بودند.
در نیمهٔ دوم دههٔ ۱۳۴۰، دو آهنگساز شاخص، اسفندیار منفردزاده با فیلم قیصر و فرهاد فخرالدینی با فیلم شوهر آهو خانم که هر دو در سال ۱۳۴۷ ساخته شدند، با ساختن آثاری متفاوت، تحولی در موسیقی فیلم ایجاد کردند.
پیش از انقلاب ۵۷، در پنج دوره از شش دوره جشنواره سینمایی سپاس تهران، برندگان جایزه بهترین موسیقی متن معرفی شدند. پس از انقلاب جشنواره فیلم فجر، جشن خانه سینما و جشن حافظ جشنواره‌های ایرانی‌ای هستند که در رشته موسیقی متن جایزه می‌دهند. در میان برندگان سیمرغ بلورین بهترین موسیقی متن، حسین علیزاده، مجید انتظامی و محمدرضا علیقلی با چهار سیمرغ بیشترین جایزه را از جشنوارهٔ فیلم فجر دریافت کرده‌اند.
در این فهرست مجموعه‌ای از آهنگسازان فیلم اهل ایران آمده‌است که در یک یا چند اثر شاخص سازندهٔ موسیقی متن بوده‌اند.
| نام                 | تصویر | تولد | مرگ  | آثار                                                                          | جوایز |
| ------------------- | ----- | ---- | ---- | ----------------------------------------------------------------------------- | --- |
| آلبرت آراکلیان      |       | ۱۳۴۴ |      | زن‌ها شگفت‌انگیزند بی‌تابی بیتا از ما بهترون                                     | |
| آندره آرزومانیان    |       | ۱۳۳۳ | ۱۳۸۹ | تیغ و ابریشم ماهی شبیخون بهترین بابای دنیا شنگول و منگول علی و غول جنگل [ ۴ ] | |
| مهدیار آقاجانی      |       | ۱۳۶۷ |      | گلاب                                                                          | |
| پیروز ارجمند        |       | ۱۳۴۹ |      |                                                                               | |
| محمدرضا اسحاقی گرجی |       | ۱۳۲۶ |      |                                                                               | |
| بامداد افشار        |       | ۱۳۶۵ |      | پوست مغزهای کوچک زنگ‌زده                                                       | برنده سیمرغ بلورین و تندیس حافظ برای فیلم پوست، برنده تندیس حافظ برای مغزهای کوچک زنگ‌زده |
| مجید انتظامی        |       | ۱۳۲۶ |      | از کرخه تا راین بای سیکل ران روز واقعه آژانس شیشه‌ای دیوانه‌ای از قفس پرید      | برنده ۴ سیمرغ بلورین بهترین موسیقی متن برای بای سیکل ران، روز واقعه، آژانس شیشه‌ای و دیوانه‌ای از قفس پرید، ۲ دیپلم افتخار از جشنواره فجر برای از کرخه تا راین و راز خنجر، ۲ تندیس زرین جشن خانه سینما برای نورا و دیوانه‌ای از قفس پرید، لوح زرین جشنواره فیلم فجر برای فیلم ترن |
| سعید انصاری         |       | ۱۳۴۱ |      |                                                                               | |
| ستار اورکی          |       | ۱۳۴۸ |      |                                                                               | |
| زاون اوهانیان       |       | ۱۳۰۴ |      |                                                                               | |
| مهدی بزرگمهر        |       |      |      |                                                                               | |
| عماد بنکدار         |       |      |      |                                                                               | |
| بیتا بهشتیان        |       | ۱۳۴۳ |      |                                                                               | |
| بابک بیات           |       | ۱۳۲۵ | ۱۳۸۵ | عروس سرزمین خورشید مردی شبیه باران                                            | برنده سه سیمرغ بلورین برای عروس، سرزمین خورشید، مردی شبیه باران |
| بامداد بیات         |       | ۱۳۶۴ |      |                                                                               | |
| احسان بیرقدار       |       | ۱۳۶۰ |      |                                                                               | |
| علی بیرنگ           |       | ۱۳۶۳ |      |                                                                               | |
| گیتی پاشایی         |       | ۱۳۱۹ | ۱۳۷۴ |                                                                               | |
| احمد پژمان          |       | ۱۳۱۴ |      |                                                                               | |
| جعفر پورهاشمی       |       | ۱۳۰۵ | ۱۳۸۰ |                                                                               | |
| امیر توسلی          |       | ۱۳۵۲ |      |                                                                               | |
| اسماعیل تهرانی      |       | ۱۳۲۷ |      |                                                                               | |
| منصور تهرانی        |       | ۱۳۳۶ |      |                                                                               | |
| حامد ثابت           |       | ۱۳۵۹ |      |                                                                               | |
| کیوان جهانشاهی      |       | ۱۳۴۷ |      |                                                                               | |
| وارطان چاپاریان     |       | ۱۳۰۸ |      |                                                                               | |
| ناصر چشم‌آذر         |       | ۱۳۲۹ | ۱۳۹۷ |                                                                               | |
| لوریس چکناواریان    |       | ۱۳۱۶ |      |                                                                               | |
| مرتضی حنانه         |       | ۱۳۰۱ | ۱۳۶۸ |                                                                               | |
| مهدی خالدی          |       | ۱۲۹۸ | ۱۳۶۹ |                                                                               | |
| حبیب خزائی‌فر        |       |      |      |                                                                               | |
| رضا خسروی           |       | ۱۳۵۲ |      |                                                                               | |
| فردین خلعتبری       |       | ۱۳۴۳ |      |                                                                               | |
| احسان خواجه‌امیری    |       | ۱۳۶۳ |      |                                                                               | |
| آنکیدو دارش         |       | ۱۳۵۷ |      |                                                                               | |
| فرزاد دانشمند       |       | ۱۳۴۱ |      |                                                                               | |
| ویگن داوودی         |       | ۱۳۲۹ |      |                                                                               | |
| عباس دبیردانش       |       |      |      |                                                                               | |
| محمدرضا درویشی      |       | ۱۳۳۴ |      |                                                                               | |
| بهرام دهقانیار      |       | ۱۳۴۴ |      |                                                                               | |
| کریستف رضاعی        |       | ۱۳۴۴ |      | ماهی و گربه در دنیای تو ساعت چند است اژدها وارد می‌شود! نگار ناگهان درخت       | تندیس خانه سینما برای ماهی و گربه، تندیس حافظ برای در دنیای تو ساعت چند است، برنده سیمرغ بلورین برای نگار، برنده تندیس جشن منتقدان و نویسندگان سینمای ایران برای ناگهان درخت                                                                                                   |
| انوشیروان روحانی    |       | ۱۳۱۸ |      |                                                                               | |
| کامبیز روشن‌روان     |       | ۱۳۲۸ |      |                                                                               | |
| تورج زاهدی          |       | ۱۳۳۷ |      |                                                                               | |
| حسین زندباف         |       | ۱۳۲۵ |      |                                                                               | |
| مسعود سخاوت‌دوست     |       | ۱۳۶۳ |      |                                                                               | |
| سوسن شاکرین         |       | ۱۳۳۳ | ۱۴۰۲ |                                                                               | |
| فرید شب‌خیز          |       | ۱۳۳۸ |      |                                                                               | |
| محمدسعید شریفیان    |       | ۱۳۳۳ |      |                                                                               | |
| حسن شماعی‌زاده       |       | ۱۳۲۱ |      |                                                                               | |
| هوشنگ شهابی         |       |      |      |                                                                               | |
| فریدون شهبازیان     |       | ۱۳۲۱ |      |                                                                               | |
| سعید شهرام          |       | ۱۳۴۰ |      |                                                                               | |
| حمیدرضا صدری        |       | ۱۳۴۵ |      |                                                                               | |
| احسان صدیق          |       |      |      | جنبل جنایت بی‌دقت                                                              | جایزه جشنواره فیلم زنان رم برای فیلم جنبل |
| علی صمدپور          |       | ۱۳۴۹ |      |                                                                               | |
| بهزاد عبدی          |       | ۱۳۵۲ |      |                                                                               | |
| حسین علیزاده        |       | ۱۳۳۰ |      | دلشدگان گبه زمانی برای مستی اسب‌ها لاک‌پشت‌ها هم پرواز می‌کنند آواز گنجشک‌ها       | |
| محمدرضا علیقلی      |       | ۱۳۳۹ |      |                                                                               | |
| فرهاد فخرالدینی     |       | ۱۳۱۶ |      |                                                                               | |
| هرمز فرهت           |       | ۱۳۰۷ | ۱۴۰۰ |                                                                               | |
| علی‌اکبر قربانی      |       | ۱۳۵۰ |      |                                                                               | |
| شیدا قره‌چه‌داغی      |       | ۱۳۲۰ |      |                                                                               | |
| ارسلان کامکار       |       | ۱۳۳۹ |      |                                                                               | |
| کیهان کلهر          |       | ۱۳۴۲ |      |                                                                               | |
| رامین کوشا          |       |      |      |                                                                               | |
| علیرضا کهن‌دیری      |       | ۱۳۵۳ |      |                                                                               | |
| بردیا کیارس         |       | ۱۳۵۸ |      | ارغوان خواب لیلا خدا نزدیک است زن بدلی اسپاگتی در هشت دقیقه [ ۹ ]             | |
| کریم گوگردچی        |       | ۱۳۲۶ |      | در جستجوی قهرمان مهاجر در مسلخ عشق                                            | |
| فریبرز لاچینی       |       | ۱۳۲۸ |      | نار و نی دندان مار آرایشگاه زیبا بوتیک دیشب باباتو دیدم آیدا                  | |
| شریف لطفی           |       | ۱۳۲۹ |      |                                                                               | |
| اسفندیار منفردزاده  |       | ۱۳۱۹ |      | داش آکل خداحافظ رفیق رضا موتوری حسن کچل قیصر                                  | |
| میلاد موحدی         |       |      |      | هجوم کامیون خواب‌های دنباله‌دار [ ۱۰ ]                                          | |
| آرمان موسی‌پور       |       | ۱۳۵۴ |      | عصر یخبندان بارکد                                                             | |
| مجتبی میرزاده       |       | ۱۳۲۴ | ۱۳۸۴ | مسافران مهتاب در امتداد شب صمد دربه‌در می‌شود صمد در راه اژدها                  | |
| سیدمحمد میرزمانی    |       | ۱۳۳۵ |      | دیده‌بان کوچک جنگلی شوکران                                                     | |
| فریدون ناصری        |       | ۱۳۰۹ | ۱۳۸۴ | ستارخان کفش‌های میرزا نوروز آن سوی مه ناخدا خورشید [ ۱۱ ]                      | |
| حسین واثقی          |       | ۱۳۱۴ | ۱۳۸۶ |                                                                               | |
| واروژان             |       | ۱۳۱۵ | ۱۳۵۶ | حسن کچل شهر قصه کندو همسفر سلطان صاحبقران                                     | |
| کارن همایونفر       |       | ۱۳۴۷ |      | به وقت شام جرم اروند بادیگارد خاک‌آشنا                                         | سیمرغ بلورین بهترین موسیقی فیلم برای به وقت شام،جرم، زادبوم، جشن خانه سینما برای فیلم‌های اروند، بادیگارد، جرم، خاک‌آشنا و ژانی گه‌ل، برنده تندیس بهترین موسیقی متن ازانجمن منتقدان سینمای ایران برای فیلم همه چیز برای فروش                                                      |
| امین هنرمند         |       | ۱۳۶۰ |      | قصر شیرین سمفونی نهم امروز آشپزباشی فرار بزرگ                                 | |
| پیمان یزدانیان      |       | ۱۳۴۷ |      | خوک جیب‌بر خیابان جنوبی باد ما را خواهد برد چهرشنبه سوری متری شیش و نیم        | |
| مجتبی تیموری        |       | ۱۳۴۸ |      | سایه بان اینجا هم باران می بارد گل به خودی عطر شیرین عطر تلخ ابر مرد سینما    | |